# 新田乡 (会东县)
新田乡，是中华人民共和国四川省凉山彝族自治州会东县曾经下辖的一个乡。

## 行政区划
新田乡撤销前下辖以下地区：
井山村、马脖子村、四方井村、渔坝村、坪街村和新田村。